# Prosimulium albertense
Prosimulium albertense is een muggensoort uit de familie van de kriebelmuggen (Simuliidae). De wetenschappelijke naam van de soort is voor het eerst geldig gepubliceerd in 1972 door Peterson and Depner.